# Municipio de Lick
El municipio de Lick (en inglés, Lick Township) es un municipio del condado de Jackson, Ohio, Estados Unidos. Tiene una población estimada, a mediados de 2022, de 2626 habitantes.

## Geografía
Está ubicado en las coordenadas 39°3′21″N 82°36′20″O / 39.05583, -82.60556. Según la Oficina del Censo, tiene una superficie total de 48.17 km², de los cuales 48.16 km² corresponden a tierra firme y 0.01 km² están cubiertos de agua.

## Demografía
Según el censo de 2020, en ese momento había 2600 personas residiendo en la zona. La densidad de población era de 54 hab./km². El 95.19% de los habitantes eran blancos, el 0.50% eran afroamericanos, el 0.19% eran amerindios, el 0.38% eran asiáticos, el 0.04% era isleño del Pacífico, el 0.35% eran de otras razas y el 3.35% eran de una mezcla de razas. Del total de la población, el 0.69% eran hispanos o latinos de cualquier raza.